# Třeboň II
Třeboň II je část města Třeboň v okrese Jindřichův Hradec v Jihočeském kraji. Tvoří jej vnější část katastrálního území Třeboň mimo oblast historického centra. Třeboň II leží v katastrálním území Třeboň o výměře 23,87 km². Jedná se zejména o tzv. Novou čtvrť v okolí Husovy kaple, Hliník a jeho okolí a sídliště U Francouzů.

## Historie
Třeboň II byla třeboňskou částí v letech 1910–1920. Znovu se jí stala 1. ledna 1980.

## Obyvatelstvo
| Rok            | 1869 | 1880  | 1890 | 1900  | 1910  | 1921 | 1930  | 1950 | 1961 | 1970 | 1980  | 1991  | 2001  | 2011  | 2021  |
| -------------- | ---- | ----- | ---- | ----- | ----- | ---- | ----- | ---- | ---- | ---- | ----- | ----- | ----- | ----- | ----- |
| Počet obyvatel | 0    | 3 484 | 0    | 3 239 | 3 258 | 0    | 3 307 | 0    | 0    | 0    | 6 350 | 6 638 | 6 690 | 6 273 | 5 712 |
| Počet domů     | 0    | 292   | 0    | 295   | 332   | 371  | 519   | 0    | 0    | 0    | 884   | 957   | 1 034 | 1 135 | 1 178 |

## Území
Hranicí Třeboně II na východě je v podstatě historické opevnění třeboňského starého města, kde na čtvrť navazuje Třeboň I. Na jihu končí několik desítek metrů za tokem Zlaté stoky, kde na Třeboň II navazuje katastr Branné až k Opatovickému rybníku. Zde sousedí s plochami rekreačního střediska Třeboňský Ráj a Schwarzenberskou hrobkou, které patří již do Domanínského katastru. Dále zahrnuje podstatnou část rybníku Svět až k třeboňským lázním (Lázeňská 1001/II – Třeboň II), pokračuje přes polnosti a Schwarzenberský dvůr Dvorce ke katastru Břilic, na sever až k rybníku Rožmberk a přes Pergolu u svatého Víta a Mokrá luka k Bertiným lázním a opevnění třeboňského starého města.
V části města se nachází dětská poliklinika a domov důchodců. Třeboň II má tři náměstí: Palackého s budovou městského úřadu v historickém areálu kasáren s fontánkou v nádvoří, náměstí Na Hliníku s Plzeňskou restaurací a náměstí Na Rybníčku poblíž kostela svaté Alžběty. Obě zmíněná náměstí zpestřily od roku 2022 fontány s vodotrysky. Na Hliníku se nazývá též sousední sportovní areál (fotbalová a další hřiště, sportovní hala).

## Doprava
Vlakové nádraží v Třeboni II bylo vybudováno jako rychlíková stanice tehdejší hlavní a nejkratší železniční trati Praha–Vídeň ve druhé polovině 19. století. Jízda rychlíkem z Prahy do Třeboně trvala tehdy dvě hodiny a dvacet minut. Cesta dále do Vídně trvala další tři hodiny. Ještě v devadesátých letech 20. století jezdíval po této trase mezinárodní expres Berlín-Vídeň se speciálními aerodynamickými motorovými jednotkami zvaný Vindobona.
Dnes na trati č. 226 jezdí po zrušení rychlíkového spojení Třeboň–Praha a v roce 2006 i spěšných vlaků na úseku z Veselí nad Lužnicí do Českých Velenic pouze osobní vlaky. V roce 2019 bylo rychlíkové spojení z Prahy do Třeboně obnoveno, jako přímé, bez přestupu.
Původní dvoupodlažní nádražní budova (Třeboň II čp. 259) z roku 1871 je velmi dobře zachována. Dva třípodlažní rizality po obou stranách budovy s trojúhelníkovými štíty byly přistavěny v roce 1888. V přilehlém parčíku je romantický hrádek z období první republiky a rybářská kašna s malým rybářem a jeho kaprem.

## Školství
V Třeboni II se krom základních škol, nachází i několik středních škol: Gymnázium v ulici Na Sadech (zmiňované již v srpnu 1887 v souvislosti s „ordonancemi ministra školství“ Gautsche), Střední odborná škola rybářská nebo obchodní akademie.

## Pamětihodnosti
- Galerie buddhistického umění byla založena roku 2013 ve staré vodárně, což je 42 m vysoká věž (architekt Jan Kotěra v prvním desetiletí 20. století). Otevření této galerie se účastnil i  Chamba-Lama Demberelín Čojdžamec, představený mongolských buddhistů.[8] Na úpravě bývalé vodárny se podíleli Dr. Klečka, Ing. arch. Stanislav Toman a konečnou verzi dotvořil Štěpán Klečka.[9]
- Třeboňský židovský hřbitov leží nedaleko galerie buddhistického umění a byl založen na konci 19. století, Stojí zde i rekreační dům ze stejné doby. Jižní část hřbitova je prázdná, náhrobky bychom nalezli v té severní. Patří k nim i hrob Ludvíka Metzla, předsedy židovské náboženské obce v Třeboni za První republiky, jehož tři synové Karel, Viktor a Felix, zahynuli během druhé světové války v různých koncentračních táborech (Osvětim, Dachau a Mauthausen).
- Kaple nejsvětější Trojice je barokní kaple na křižovatce ulic Pražská, Jiráskova a Táboritská.
- Schwarzenberský statek je původní starý statek s věžičkou a hodinami (v místní části Dvorce), ve kterém se dnes nachází restaurace.
- Socha svatého Jana Nepomuckého stojí na původním kamenném mostě (přes nějž vede silnice na Prahu) a jedná se o sochu barokní. V květnu roku 1945 byla této soše ustřelena hlava samopalem ruského osvoboditele, ale v současné době je již opravena. Na výšku má tato socha 3,5 metru.[10] Další barokní sochy tohoto světce v Třeboni II stojí v Sokolské ulici u Budějovické brány, u Zlaté stoky vně brány Jindřichohradecké a na původním dnes již zasypaném gotickém mostě mezi branou Novohradskou a rybníkem Svět.
- Třeboňský park je rozlehlá oblast, v níž se nachází i Schwarzenberská hrobka. Tuto hrobku založil Jan Adolf II. Schwarzenberg. V této hrobce je umístěno celkem 26 rakví.
- Kostel svaté Alžběty je hřbitovní a filiální kostel, nacházející se v jižní části městské oblasti Třeboň II. Spravuje jej Římskokatolická farnost Třeboň. Nechal jej vystavět Vilém z Rožmberka.
- Pomník obětem zla je pomník se sochou truchlícího nad padlým před školou v Sokolské ulici a je určen pro oběti první a druhé světové války. Socha byla vytvořena roku 1923 sochařem Gabrielem. V roce 1968 se uvažovalo o přestavění pomníku na pomník Tomáše Masaryka (doplnění stávajícího sousoší sochou prezidenta Masaryka, hledícího do zámeckého parku).
- Mimo jiné lze na křižovatce odbočující do Sokolské ulice najít i historický kříž s odrazníkem (kamenný podstavec je datován l.p. 1896).
- Kamenná domečková boží muka s novým (2018) polychromovaným obrázkem Panny Marie v areálu někdejší teplárny se stometrovým komínem (v roce 2011 zbořené) proti lázním, s nápisem a datováním 1646. Poblíž velký litinový kříž z roku 1846 (mohutný žulový podstavec s nápisem je datován letopočtem 1842) za pensionem Aura. Dvě protější funkcionalistické vily (tzv. třeboňský Tugenhat) ze třicátých let 20. století poblíž sportovního areálu Hliník byly zbořeny v roce 2013.
- Renesanční dům Krčínova správce s barokním dvorem (průčelní dům čp. 80) má dvě desky připomínající jeho historii. Postaven byl roku 1709 schwarzenberským hejtmanem Karlem Siebertem Hoffbauerem z Liliensteinu. Před domem v ulici Svobody stojí litinový kříž s nápisem „Já jsem cesta, pravda a život“.
- Kaple svaté Barbory s datováním 1647 a obrazem světice v ulici U Barborky.